# Emilio Bueno Núñez del Prado
Emilio Bueno Núñez del Prado (Montilla, 1 d'octubre de 1892-?) va ser un militar espanyol, que va lluitar en la Guerra civil.

## Biografia
Nascut a Montilla l'1 d'octubre de 1892, va ser militar de carrera. Va arribar a combatre en la Guerra del Marroc, on va tenir una destacada intervenció al comandament de regulars i de la Mehal-la. Des de 1923 va ser membre de la maçoneria, on empraria el nom maçònic de «Voluntat». En proclamar-se la Segona República es va acollir a l'anomenada «Llei Azaña» i es va retirar amb la graduació de comandant. A partir de llavors es va dedicar a la vida civil.
Home de fortes conviccions republicanes, després de l'esclat de la Guerra civil es va mantenir lleial a la República i es va tornar a reincorporar a l'Exèrcit. Va passar a ostentar per aquestes dates el rang de tinent coronel. Durant el conflicte va arribar a manar la 41a Brigada Mixta, la 4a Divisió i el II Cos d'Exèrcit. Va estar destinat al Front del Centre, defensant Madrid davant la possibilitat d'un atac franquista. Alguns autors han considerat que va ser membre del Partit Comunista. Al començament de març de 1939 va ascendir al rang de coronel. Quan es va produir el cop de Casado, inicialment va mantenir una actitud neutral davant les forces colpistes. No obstant això, després de rebre pressions dels comandaments comunistes de l'Exèrcit del Centre, va acabar posicionant-se contra de les forces casadistes i va treure al carrer a les forces sota el seu comandament. Al final del conflicte seria destituït pel coronel Casado, que en el seu lloc va nomenar al tinent coronel Joaquín Zulueta Isasi com a comandant del II Cos d'Exèrcit.
Després del final de la contesa va ser capturat pels vencedors, jutjat i condemnat a mort, encara que posteriorment aquesta pena li seria commutada i reduïda a una condemna de 30 anys de presó. El 1943 va obtenir la llibertat condicional i el 1946 es va beneficiar d'una amnistia completa.

## Família
Era cosí de Miguel Núñez de Prado, que arribaria a ser general de divisió.

## Obres
- —— (1929) Historia de la acción de España en Marruecos desde 1904 a 1927. Final de la campaña. Madrid: Editorial Ibérica.[13]